# Майер, Урс
Урс Ма́йер (нем. Urs Meier; 22 января 1959, Вюренлос, Аргау, Швейцария) — швейцарский футбольный арбитр, а также бакалейщик, который рекламировал бытовую технику в Вюренлосе, Швейцария. С 1994 по 2004 года судил международные матчи ФИФА. Он был избран экспертом жюри и в 2002 был вторым в рейтинге самых лучших арбитров, а также третьим в 2004 году.
Он был арбитром в рамках Чемпионата мира по футболу 1998 и Чемпионат мира по футболу 2002, где судил полуфинальный матч между Южной Кореей и Германией. Кроме того, он судил Финал Лиги чемпионов УЕФА 2002, а также Евро 2000 и Евро 2004, где судил четвертьфинальный матч между сборными Англии и Португалии.
Майер удостоился звания международного арбитра ФИФА и получил право судить Швейцарский первый дивизион, до которого он обязательно хотел уйти на пенсию. Он засветился на немецком телевидении как эксперт чемпионатов мира и чемпионатов Европы.

## Скандалы
- На чемпионате мира 1998 Майер судил матч между сборными США и Ирана. Этот матч был очень напряженным в связи с политической ситуацией, и, предположительно, в связи с присутствием рефери, судившего прошлые игры чемпионата мира.
- Во время отборочного матча сборных Дании и Румынии в рамках Евро 2004 он назначил пенальти в ворота сборной Дании. Мейер сделал этот матч затяжным, добавив 6 минут компенсированного времени вместо ожидавшихся четырёх, в которые Дания выровняла своё положение, в результате чего матч закончился вничью (2-2)[1], и сборная Румынии выбыла из борьбы за место на Евро. Возмущению команды Румынии не было предела, и даже комментатор датского телевидения заявил, что такие пенальти ставят только в пользу хозяев в некоторых встречах. После матча румынские газеты опубликовали его электронный адрес, и Майеру пришло более 14 тысяч писем, среди которых были и угрозы убийства.
- В финальной части чемпионата Европы 2004 года в четвертьфинале между Англией и Португалией история почти повторилась: гол Сола Кэмпбелла на 90-й минуте Майер не засчитал из-за атаки на вратаря португальцев, а англичане проиграли по пенальти[2]. После матча британские таблоиды опубликовали персональные данные Мейера, и ему стали снова приходить письма с угрозами и оскорблениями, коих насчиталось 16 тысяч. Репортёры газеты The Sun в знак протеста повесили огромный флаг Англии рядом с его домом, и полиция вынуждена была взять дом под охрану[3].